# Johannisbach (Aachen)
Der Johannisbach (früher auch Suylisbach genannt) ist einer der Aachener Bäche, die durch die historische Altstadt von Aachen fließen. Er gehört zum Bachsystem der Wurm, die den Aachener Talkessel entwässert.

## Verlauf
Die Quellen des Johannisbachs liegen im Südwesten der Stadt, in den Wiesen zwischen Lütticher Straße und dem Friedrichswald sowie im Keller von Gut Blockhaus, einem Gebäudetrakt von Gut Hasselholz bei Hanbruch. Durch Weiden und Wiesen fließt er von hier Richtung Nordosten. Am Gut Hanbruch entlang durchfließt er zwei Regenrückhaltebecken, um an der Kreuzung Pottenmühlenweg – Im Johannistal in das Kanalsystem der Stadt eingeleitet zu werden.
Der weitere unterirdische Verlauf kann an einigen Straßennamen abgelesen werden.
Von der Vaalser Straße fließt der Bach parallel zur Junkerstraße zum Pfaffenturm, weiter unter der Johanniterstraße bis zum Lindenplatz. Hier wurde 1999 im Rahmen des Projekts „Ökologische Stadt der Zukunft“ ein Teil des Baches wieder „offengelegt“. In einer Rinne fließt oberirdisch ungefähr die Hälfte des Wassers vom Lindenplatz entlang der Straßen Annuntiatenbach (benannt nach dem ehemaligen Annuntiatenkloster Aachen) und Augustinerbach (benannt nach dem ehemaligen Augustinerkloster Aachen) bis zur Pontstraße. Von hier folgt das Wasser wieder ausschließlich unterirdisch den Verkehrswegen Neupforte, Seilgraben und Komphausbadstraße. Unter der Peterstraße vereinigt sich heute der Johannisbach mit der Pau und der Paunell, welche kurz darauf in die Wurm mündet. Die Wurm tritt am Europaplatz wieder an die Oberfläche.

## Geschichte
Der historische Verlauf des Johannisbachs entspricht weitgehend seinem derzeitigen Verlauf. In seinem Oberlauf wich er früher jedoch weiter nach links und rechts ab. Auch im Mittelalter trat er am Pfaffenturm in die Stadt ein, floss durch den Carlsweiher und lief dann durch die Senke nordwestlich des Markthügels. Vor seinem Eintritt in die Stadt trieb er die in der Nähe des Junkerstors liegende Junkersmühle und im Bereich des Carlsweihers die alte Plattenbauchmühle, früher Segraedt-Mühle an, die beide für die Tuchfabrik van Houtem/Lochner von wirtschaftlicher Bedeutung waren.
Früher verlief der Bach auch nicht genau dem Seilgraben entlang, sondern etwas nördlich davon, etwa entlang der heutigen Straße Sandkaulbach.
Ursprünglich vereinigte sich der Johannisbach erst an der Stelle des Willy-Brandt-Platzes, wo im Mittelalter die unter anderem von der Familie Amya betriebenen Pletschmühlen standen und heute der Kugelbrunnen steht, mit der Paunell und etwas weiter zum Kaiserplatz hin mit der Pau. Nördlich des Kaiserplatzes verließen die vereinigten Bäche die mittelalterliche Stadt durch den Wasserturm und mündeten kurz danach in die Wurm.
Der Johannisbach diente ursprünglich als Abwasserkanal der mittelalterlichen Stadt. Zwischen Neutor und Kölnmitteltor wurde der Stadtgraben vor der inneren Stadtmauer mit Wasser aus dem Johannisbach gefüllt.
Bei der Belagerung Aachens 1248, als die äußere Stadtmauer noch nicht begonnen war, ließ Wilhelm von Holland Johannisbach, Pau und Paunell stauen und überflutete dadurch einen Großteil des Stadtgebiets, um Aachen zur Aufgabe zu zwingen.